# Пшінка Микола Сергійович
Мико́ла Пші́нка (4 вересня 1938, Сабадаш, Жашківський район, Київська область) — народний художник України (1998), головний художник видавництва «Веселка». Член НСХУ (1977).

## Біографія
Закінчив Український поліграфічний інститут ім. Івана Федорова (Київська філія; 1960—1966).
Працював художнім редактором дитячого журналу «Барвінок» (1968—1970). З 1970 — в Державному спеціалізованому видавництві «Веселка» (з 1975 — головний художник). Здійснив художнє редагування майже 6 тисяч ілюстрованих видань. За ілюстрації до видань, ініціатором, художнім редактором та дизайнером яких був М. Пшінка, лауреатами Державної премії України ім. Т. Г. Шевченка стали Г. Якутович, М. Стороженко, О. Івахненко.

## Нагороди
Нагороджений численними дипломами конкурсів «Мистецтво книги», дипломом ім. Г. Нарбута, медаллю ім. Юрія Гагаріна. Лауреат премії ім. Олени Пчілки.

## Праці
Створив ілюстрації до майже чотирьох десятків книжок переважно видавництва «Веселка». На всеукраїнських і міжнародних книжкових конкурсах відзначені ілюстрації до книжок: С. Васильченко «Приблуда» (1967), «Котигорошко» (1970), «Казки народів СРСР» (1970), М. Некрасов «Дід Мазай і зайці» (1971), С. Ахундов «Страшні оповідки» (1971), З. Косідовський «Лісіпові коні» (1972), С. Вангелі «Пригоди хлопчика Гугуце» (1970) та «Нові пригоди хлопчика Гугуце» (1973), М. Горький «Серце Данко», М. Медуниця «Щоб жито родило» (1976), О. Пушкін «Казка про золотого півника» (1977), «Снігуронька» (1978), П. Тичина «За всіх скажу, за всіх переболію…» (1978), П. Бажов «Кам'яна квітка» (1980), «Перо рожевої чакви», «Індійські народні казки» (1984), зб. «Перший раз — у перший клас» (1985), «Міфи Давньої Індії» (1992), читанка «Я — дитина України» (1997), Є. Маланюк «Невичерпальність» (1997), О. Гончар «Прапороносці», Ш. Перро «Попелюшка» (1997), М. Петренко «Окуляри для розуму» (1998) та інші. Гравюри до повісті Е. Хемінгуея «Старий і море» (1991), нагороджені дипломом І ступеня на конкурсі «Мистецтво книги».